# Aristoi
Los aristoi (en griego: ἄριστοι) eran los nobles de la sociedad de la antigua Grecia y, en particular, de la antigua Esparta. El término significa literalmente «el mejor», con la denotación de mejor en términos de nacimiento, rango y nobleza, pero también suele poseer la connotación de ser también el mejor moralmente. De hecho, el término deriva de forma similar con areté: «La raíz de la palabra es la misma que aristos, la palabra que muestra habilidad y superioridad superlativas, y 'aristos' se usaba constantemente en plural para denotar a la nobleza».

## Historia
Originalmente, los aristoi eran familias muy unidas de linaje noble, como los baquíadas de la antigua Corinto.
A principios del siglo VI a. C., Solón promulgó reformas constitucionales en Atenas. Entre los cambios, se modificó el estatus y el poder de la antigua aristocracia haciendo de la riqueza, y no del nacimiento, un criterio para ocupar un cargo político. Este sistema se denominó «timocracia» (en griego: τιμοκρατία).
Esta división exigía una nueva división. Así, los ciudadanos se organizaron en función de su producción de tierras:
1. Pentacosiomedimnos (o Pentakosiomedimnoi), que tenían al menos 500 medimnos de bienes húmedos o secos (o su equivalente) como renta anual.
2. Hippeis, que poseían al menos 300 medimnos (o su equivalente) como renta anual
3. Zeugitas, poseedores de una yunta de bueyes, con al menos 150 medimnos (o su equivalente) de renta anual.
4. Tetes, trabajadores asalariados con ingresos anuales inferiores a 150 medimnos (o su equivalente).

Este nuevo sistema establecía que los pentacosiomedimnos eran los aristoi. Como tales, a menudo se dividían en poderosas facciones familiares o clanes, que controlaban todos los cargos políticos importantes de la polis. Su riqueza solía provenir tanto de tener en propiedad las tierras más fértiles o protegidas. Sin embargo, como el estatus se basaba en su riqueza, y perderla provocaba la pérdida de la nobleza, la llegada de las rutas comerciales marítimas puso a los aristoi en riesgo de perderlo todo por el fracaso de las inversiones en ultramar.
Pítaco de Mitilene instituyó una ley que establecía que los delitos cometidos en estado de embriaguez debían ser castigados doblemente; esta ley se dirigía predominantemente contra los aristócratas, ya que eran más a menudo culpables de comportamientos ebrios y violentos. Como tal, fue muy apreciada por el pueblo llano.

### Costumbres
En la Antigua Atenas, Tucídides da testimonio de las costumbres tanto de los ciudadanos como de los ricos. Escribe que nadie lleva armas dentro de la polis, ya que permite «un modo de vida más fácil y lujoso». Mientras que la aristocracia arcaica solía llevar armas encima en la ciudad, esta práctica se abandonó por completo debido a los cambios culturales. Entre las causas estuvieron cambios legales; un ejemplo fue la prohibición de portar armas en el ágora bajo pena de muerte. La iconografía de los jarrones es testigo de este cambio: los hombres pasaron de llevar espadas a lanzas, bastones, paraguas durante un breve periodo de tiempo y finalmente nada.
Tucídides también habla de cómo los aristoi tomaron referencias culturales de Oriente, como «el lujo de llevar ropa interior de lino y atarse el pelo con un lazo de saltamontes de oro», que pasó de moda cuando la élite ateniense empezó a imitar a los lacedemonios, vistiendo prendas más modestas para «asimilar su forma de vida a la del pueblo llano».

## Influencias
La Aristoi Classical Academy, antigua West Houston Charter School, toma su nombre del concepto.